# Synochoneura
Synochoneura là một chi bướm đêm thuộc phân họ Tortricinae của họ Tortricidae.

## Các loài
- Synochoneura ochriclivis (Meyrick, in Caradja, 1931)
- Synochoneura tapaishani (Caradja, 1939)